# Paranocarodes fieberi
Paranocarodes fieberi är en insektsart som först beskrevs av Brunner von Wattenwyl 1882.  Paranocarodes fieberi ingår i släktet Paranocarodes och familjen Pamphagidae.

## Underarter
Arten delas in i följande underarter:
- P. f. tolunayi
- P. f. fieberi
- P. f. anatoliensis
- P. f. mytilenensis